# Honiara
Honiara, amb una població de 64.609 habitants (estimació del 2009), és la capital de Salomó. La ciutat està situada a la costa nord de l'illa de Guadalcanal, encara que no pertany a la província, sinó que té l'estatus de Territori de la capital. L'últim cens oficial data de 1999 i xifra en 49.107, el nombre d'habitants de la ciutat, xifra que augmenta fins a 66.824 habitants a les estimacions l'any 2009 Aquest nombre d'habitants la situa com a ciutat més poblada del país.
Fou construïda a l'emplaçament de l'antiga capital, Tulaghi, al final de la Segona Guerra Mundial. La ciutat compta amb un aeroport, l'Aeroport Internacional d'Honiara, i un port a Point Cruz, que serveix per a l'exportació de coco, fusta i or. També es troben els principals organismes administratius i edificis del Govern del País i el Museu Nacional. El Parlament Nacional de les Illes Salomó, l'Islands College of Higher Education, la Escola Internacional Woodford i la Universitat nacional de les Illes Salomó es troben a la ciutat. Es divideix en tres circumscripcions o subdivisions, que representen tres dels cinquanta membres del Parlament Nacional. Aquestes circumscripcions (East Honiara, Central Honiara i West Honiara) són tres de les sis subdivisions amb més de 10.000 votants censats en tot el país.
Des dels finals dels anys noranta, a la ciutat s'han produït violents conflictes ètnics i agitació politica que han desenvolupat en forts aldarulls. Al juny de l'any 2000 es va produir un cop d'estat que acabà en revoltes greus entre els habitants de l'ètnia malaitana la Malaita Eagle Force (MEF) i els nadius de Guadalcanal del Istabu Freedom Movement (IFM). La violència fou predominant als carrers d'Honiara, i encara que s'arribà a un acord de pau a l'octubre de l'any 2000, la violencia tornà a aparèixer al març de l'any 2002, es van trobar dos diplomàtics de Nova Zelanda morts amb moltes altres persones. La situació arribà a un extrem que al juliol del 2003, tropes i policía d'Austràlia arribaren al país per restaurar l'ordre. L'any 2006, els aldarulls tornaren a produir-se amb l'elecció de Snyder Rini com a Primer Ministre, i una part de Chinatown fou desvastada i més de 1000 residents xinesos van haver de desplaçar-se. El centre comercial d'Honiara fou destruït i reduït a cendres, i la ciutat devastada. Com a resultat, el turisme a la ciutat i a les illes es va veure fortament afectat.

## Etimologia
Honiara prové de nagho ni ara, que es podria traduir com "lloc del vent de l'est" o "cap al vent del sud-est" en un dels idiomes de Guadalcanal.

## Geografia i clima
Honiara es troba a la costa nord-est de l'illa de Guadalcanal, i inclou un port maritim a Point Cruz. El riu Matanikau travessa la ciutat. La ciutat està situada al voltant de la carretera Kukum, que connecta amb l'aeroport internacional d'Honiara (abans conegut com a Camp Henderson) a uns 11 quilòmetres a l'est d'Honiara a través del riu Lunga. A l'oest de la ciutat es troben White River i Tanaghai.

El clima és tropical, amb temperatures diurnes mitjanes de 28 °C durant tot l'any. Els períodes regulars són habitualment entre el novembre i l'abril. La quantitat mitjana de precipitació anual és d'aproximadament de 200 centimetres, més baixa que la mitjana de les Illes Salomó (300 centimetres). Honiara es troba sotmès a monsons.
| Dades climàtiques a Honiara                | Dades climàtiques a Honiara | Dades climàtiques a Honiara | Dades climàtiques a Honiara | Dades climàtiques a Honiara | Dades climàtiques a Honiara | Dades climàtiques a Honiara | Dades climàtiques a Honiara | Dades climàtiques a Honiara | Dades climàtiques a Honiara | Dades climàtiques a Honiara | Dades climàtiques a Honiara | Dades climàtiques a Honiara | Dades climàtiques a Honiara |
| Mes                                        | gen                         | febr                        | març                        | abr                         | maig                        | juny                        | jul                         | ag                          | set                         | oct                         | nov                         | des                         | anual                       |
| ------------------------------------------ | --------------------------- | --------------------------- | --------------------------- | --------------------------- | --------------------------- | --------------------------- | --------------------------- | --------------------------- | --------------------------- | --------------------------- | --------------------------- | --------------------------- | --------------------------- |
| Màxima rècord °C (°F)                      | 33.9 (93)                   | 34.1 (93.4)                 | 33.9 (93)                   | 33.4 (92.1)                 | 33.6 (92.5)                 | 32.8 (91)                   | 33.3 (91.9)                 | 33.5 (92.3)                 | 33.4 (92.1)                 | 33.3 (91.9)                 | 33.4 (92.1)                 | 34.8 (94.6)                 | 34.8 (94.6)                 |
| Màxima mitjana °C (°F)                     | 30.7 (87.3)                 | 30.5 (86.9)                 | 30.2 (86.4)                 | 30.5 (86.9)                 | 30.7 (87.3)                 | 30.4 (86.7)                 | 30.1 (86.2)                 | 30.4 (86.7)                 | 30.6 (87.1)                 | 30.7 (87.3)                 | 30.7 (87.3)                 | 30.5 (86.9)                 | 30.5 (86.9)                 |
| Mitjana diària °C (°F)                     | 26.7 (80.1)                 | 26.6 (79.9)                 | 26.6 (79.9)                 | 26.5 (79.7)                 | 26.6 (79.9)                 | 26.4 (79.5)                 | 26.1 (79)                   | 26.2 (79.2)                 | 26.5 (79.7)                 | 26.5 (79.7)                 | 26.7 (80.1)                 | 26.8 (80.2)                 | 26.5 (79.7)                 |
| Mínima mitjana °C (°F)                     | 23.0 (73.4)                 | 23.0 (73.4)                 | 23.0 (73.4)                 | 22.9 (73.2)                 | 22.8 (73)                   | 22.5 (72.5)                 | 22.2 (72)                   | 22.1 (71.8)                 | 22.3 (72.1)                 | 22.5 (72.5)                 | 22.7 (72.9)                 | 23.0 (73.4)                 | 22.7 (72.9)                 |
| Mínima rècord °C (°F)                      | 20.2 (68.4)                 | 20.7 (69.3)                 | 20.7 (69.3)                 | 20.1 (68.2)                 | 20.5 (68.9)                 | 19.4 (66.9)                 | 18.7 (65.7)                 | 18.8 (65.8)                 | 18.3 (64.9)                 | 17.6 (63.7)                 | 17.8 (64)                   | 20.5 (68.9)                 | 17.6 (63.7)                 |
| Precipitació mitjana mm (polzades)         | 277 (10.91)                 | 287 (11.3)                  | 362 (14.25)                 | 214 (8.43)                  | 141 (5.55)                  | 97 (3.82)                   | 100 (3.94)                  | 92 (3.62)                   | 95 (3.74)                   | 154 (6.06)                  | 141 (5.55)                  | 217 (8.54)                  | 2.177 (85,71)               |
| Mitjana de dies de precipitació (≥ 0.1 mm) | 19                          | 19                          | 23                          | 18                          | 15                          | 13                          | 15                          | 13                          | 13                          | 16                          | 15                          | 18                          | 197                         |
| Humitat relativa mitjana (%)               | 80                          | 81                          | 81                          | 80                          | 80                          | 79                          | 75                          | 73                          | 73                          | 75                          | 76                          | 77                          | 78                          |
| Mitjana mensual d'hores de sol             | 186.0                       | 155.4                       | 198.4                       | 192.0                       | 210.8                       | 198.0                       | 186.0                       | 204.6                       | 192.0                       | 226.3                       | 216.0                       | 164.3                       | 2.329,8                     |
| Mitjana diària d'hores de sol              | 6.0                         | 5.5                         | 6.4                         | 6.4                         | 6.8                         | 6.6                         | 6.0                         | 6.6                         | 6.4                         | 7.3                         | 7.2                         | 5.3                         | 6.4                         |
| Font: Deutscher Wetterdienst               |                             |                             |                             |                             |                             |                             |                             |                             |                             |                             |                             |                             |                             |

## Economia

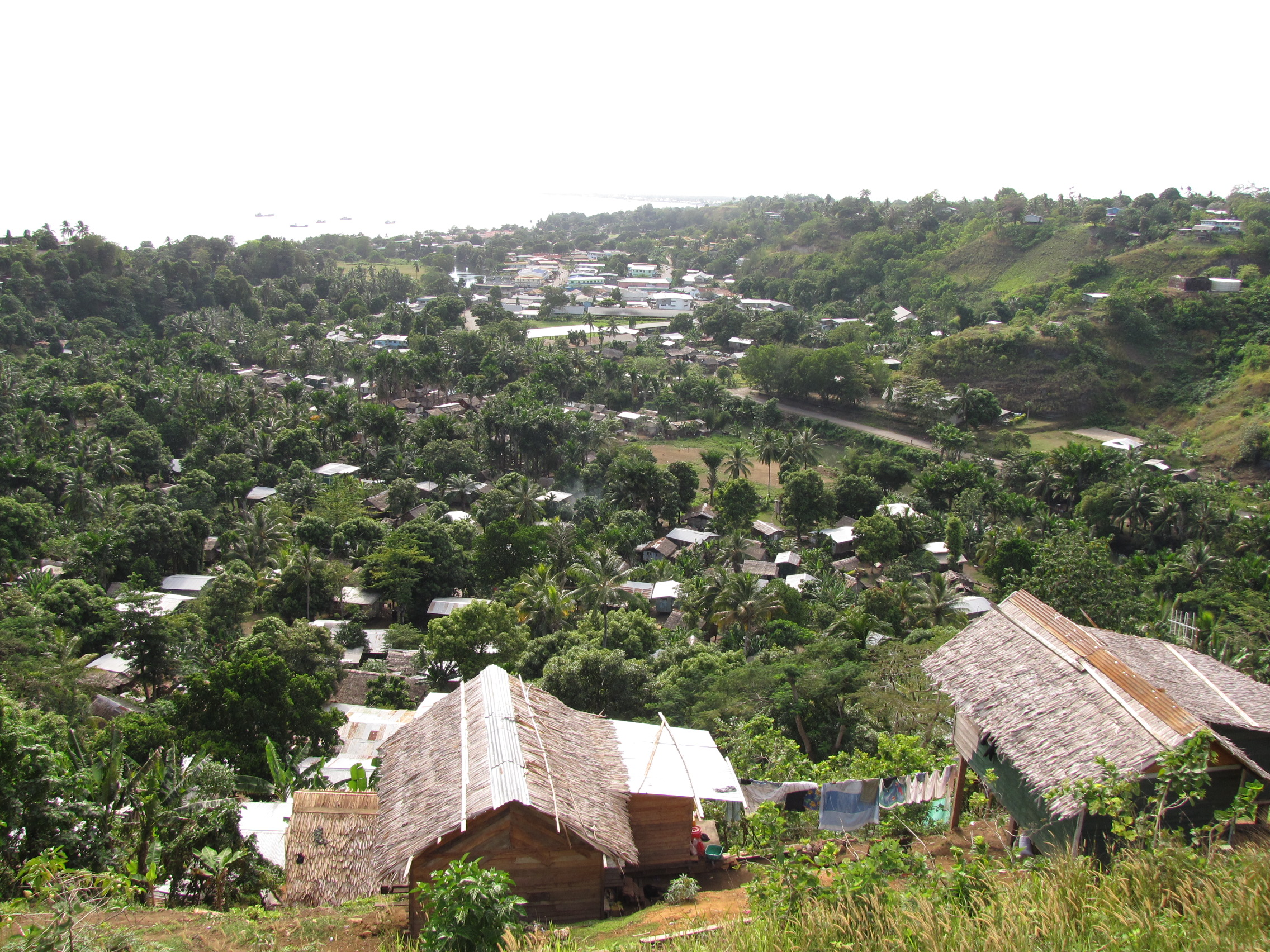
Vista panoràmica d'Honiara

Honiara s'ha desenvolupat més acceleradament que qualsevol altre lloc del país, degut principalment a un major creixement demogràfic. A les dècades de 1960 i 1970 la principal font del desenvolupament econòmic en la ciudad fue el sector de la construcció, amb gran demanda pel període de creixement que es vivia llavors. La ciutat ha conservat fins ara les característiques polítiques, econòmiques i culturals del seu passat colonial i manca d'identitat pròpia, i per això no ha mostrat una industrialització clara i la seva activitat se centra a servir a funcionaris i empresaris estrangers com també els Agricultors de plantacions i comerciants.

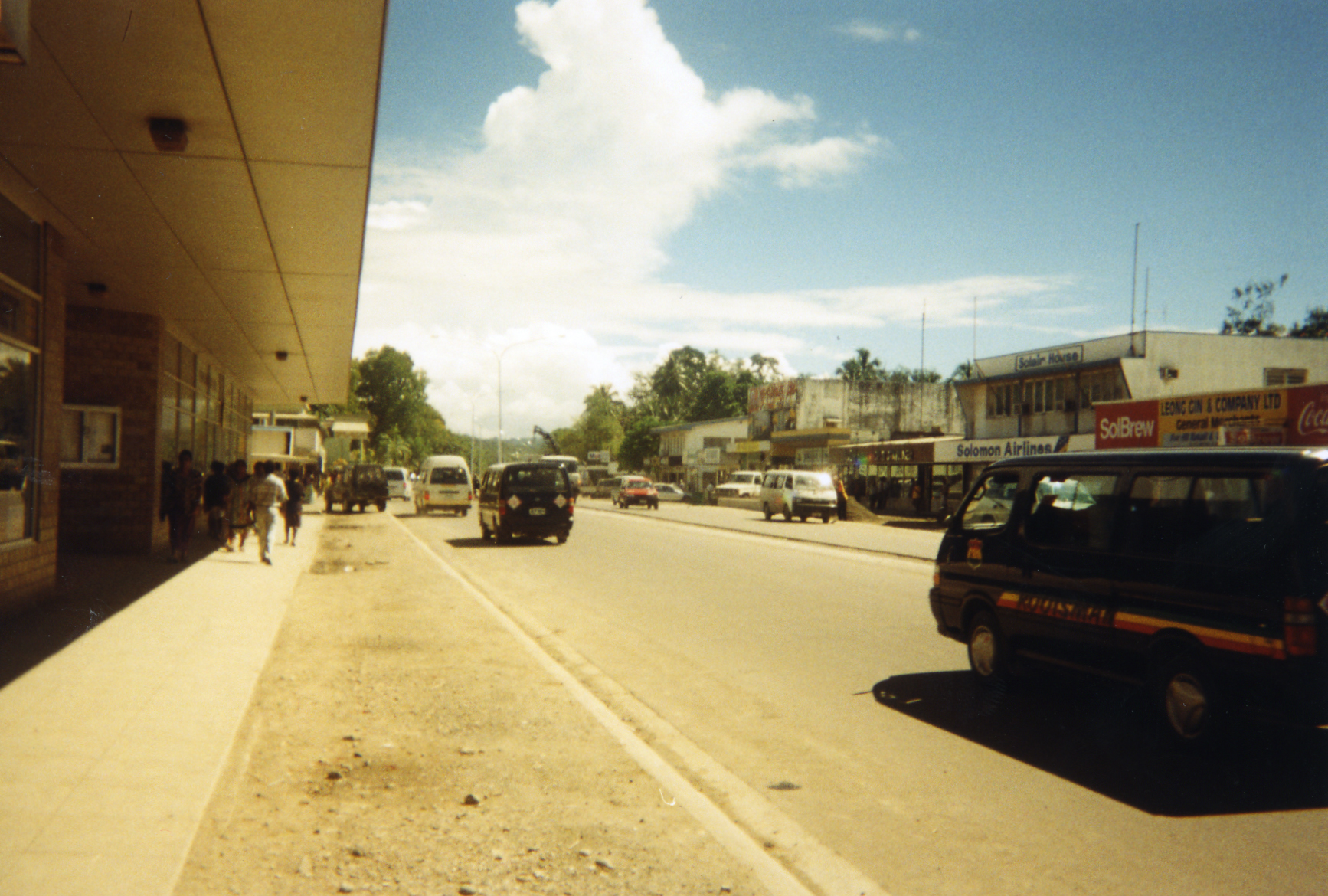
Avinguda Mendaña a Honiara, on es desenvolupa el comerç

La capital s'ha convertit en una plataforma per al turisme a les Illes Salomó. Per tenir un servei adequat als turistes i no estar imprevistos de la visita d'aquests al carrer principal de la ciutat anomenada Avinguda Mendaña es troba l'Oficina de visitants de les Illes Salomó, el club nàutic i el conegut hotel Solomon Kitano Mendaña. El servei bancari el proporciona el banc nacional, més ANZ i Westpac. La violència creixent des de 1990 i fins a un cim violent que es va aconseguir l'any 2003 ha aconseguit que la mala fama perjudiqui el sector del turisme, el qual va arribar al 4,38% del PIB, l'any 1999.

El port de la ciutat serveix com transport local a les diferents províncies.

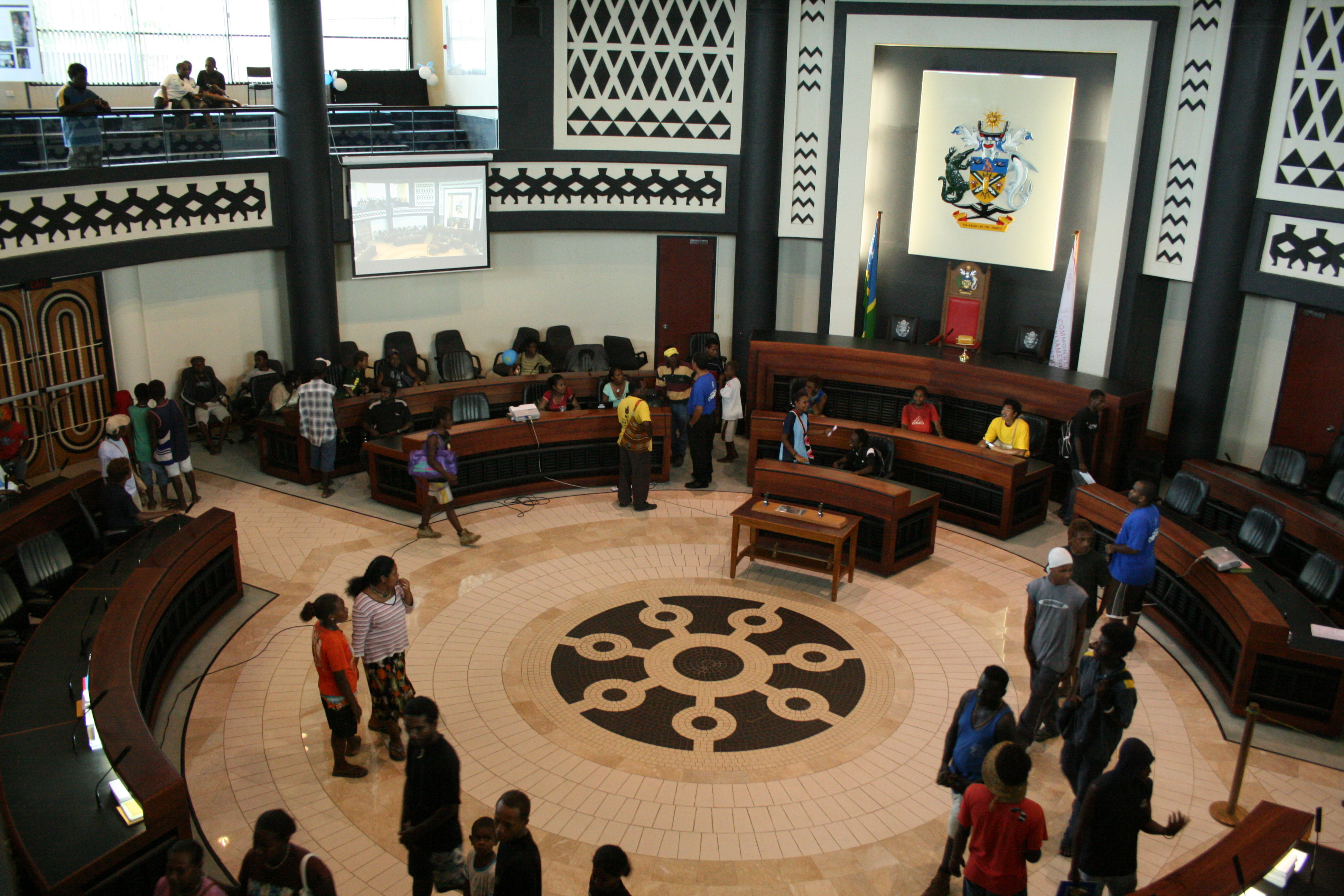
Interior del Parlament Nacional de les Illes Salomó.

## Política
La ciutat es divideix en tres districtes electorals (Honiara est, Honiara occidental i Honiara central), a les úniques eleccions del país aquests voten per la seva representació amb tres dels cinquanta membres del Parlament nacional. A les eleccions nacionals de 2010, la ciutat ha quedat representada per:
- El districte est d'Honiara amb 30.049 vots figura pel Partit Demòcrata Reformista, l'executiu Douglas Ete.
- El districte central amb 19.539 vots, l'independent Moffat Fugui.
- La part occidental de la ciutat amb 13.128, també independent Namson Tran.

## Qualitat de vida
Honiara és el principal centre urbà de les Illes Salomó, concentrant més de la meitat dels llocs de treball formals. A més, la renda per capita d'un habitant de la capital triplica a aquesta renda dels habitants rurals.
En comparar-se amb la població rural, els habitants de la capital tenen el doble de probabilitats de rebre una educació secundària, i tres vegades més probabilitats de comptar amb un compte bancari i sanitaris a la seva residencia. El percentatge d'habitants d'Honiara amb servei elèctric pot arribar fins a vuit vegades el mateix percentatge dels habitants del camp. Per aquestes raons, fan que la migració de la població fins a Honiara sigui notable.

## Cultura
Els balls polinesis de Bellona (Mungiki), que havien estat prohibits pels missioners cristians a la dècada del 1940, van tornar a ser ballats i van ser gravats, l'any 1974 a Honiara. Suahongi és representat al final del ritual de compartir els excedents de les collites i de la pesca, en una cerimònia anomenada manga'e (duta a terme per homes). El ball és acompanyat per cançons del tipus "presentació d'una trucada i resposta, cançó diàleg" i molt rítmiques; la música inclou la curta història de l'illa Bellona.
No obstant això, el ball més popular entre els joves de les illes, així com a Honiara, és el ball improvisat, que ha acabat sent una part fonamental de l'oci nocturn i la diversió. Aquest tipus de balls, que no té relació amb les danses típiques de les Illes Salomó, han estat copiades de You Got Served, Step Up, Step Up 2 i Stomp the Yard. A l'hotel Mendaña es realitzen concerts de flauta de Pan cada setmana.

### Museus
El Museu Nacional està situat davant de l'Hotel Mendaña que hi exposa objectes històrics i utensilis tradicionals, exhibeix principalment arqueologia, idiomes, monedes, armes, complements per a la gent, música i dansa tradicional, eines d'ús agrícola, estils de vida i els entorns naturals del país, eines i equips de pesca i nombroses publicacions i eines. El Centre Cultural del Museu presenta vuit cases tradicionals de les nou províncies del país, construïdes l'any 1981. El Museu va acollir el primer festival d'art i artesania melanèsia l'any 1998 i va organitzar danses a l'escenari del festival que es trobava davant el Museu.
També hi ha un projectil japonès de 155 mm, exposat en un lloc situat entre el Museu i la comissaria de policia, anomenat Pistol Pete i que es va utilitzar en el bombardeig de l'Aeroport Henderson durant la Campanya de Guadalcanal. D'altra banda de la comissaria, s'hi troba el Banc Central de Salomó, que exposa monedes tradicionals i té algunes peces d'art, com talles de fusta de Rennell i Bellona i pintures.
El Centre Cultural, a la part posterior del Museu, s'hi poden veure exposicions d'estils arquitectònics tradicionals de les Illes Salomó. La National Art Gallery exposa col·leccions de pintures a la casa de govern vell, l'antiga residència del governador general, i els jardins són molt populars a passejar a la tarda. Als Arxius Nacionals de les Illes Salomó es poden observar ver una amplia col·lecció d'importància històrica i que està obert al públic.
El Jardí Botànic d'Honiara inclou un herbari, un estany esquitxat de lliris, sengles, el llogaret de Watapamu (representa un llogaret típic de les illes), que rep el seu nom d'una font d'aigua propera. També s'hi troben una gran quantitat d'orquídies i matolls.
El Museu d'Antropologia d'Honiara exhibeix exposicions actuals.

### Institucions educatives
- Universitat nacional de les Illes Salomó, Pacífic Sud.[11]

## Religió
Honiara és majoritàriament cristiana i s'hi troben les seus de l'Església de la província de Melanèsia (anglicana), l'Arxidiòcesi d'Honiara (catòlica), l'Església Evangèlica dels Mars del Sud, l'Església Unida a Papua Nova Guinea i les Illes Salomó, l'Església Adventista del Setè Dia i altres esglésies cristianes. Hi ha moltes congregacions de moviments carismàtics i evangèlics d'estil nord-americà i australià. Hi ha també membres de la fe bahá'í, budistes, testimonis de Jehovà, mormons i musulmans, com la Comunitat Musulmana Ahmadiyya.
L'Església de la província de Melanèsia, una branca de l'Església anglicana, va ser fundada el 1849 per George Augustus Selwyn, de Nova Zelanda. Inicialment es tractava de l'Església de la província de Nova Zelanda, però en 1975 va acabar sent una església independent i abastava les Illes Salomó, Vanuatu i Nova Caledònia al sud-oest del Pacífic. David Vunagi és l'arquebisbe de Melanèsia des de maig de 2009, quan va prendre possessió formalment a la Catedral de Sant Bernabé d'Honiara.

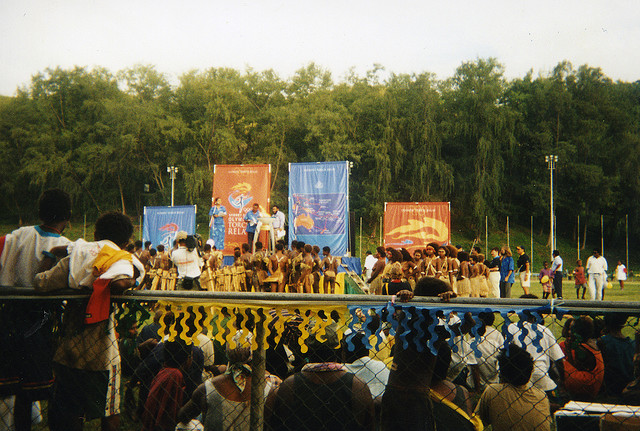
Estadi de futbol de les Illes Salomó.

## Esports
A Honiara es troba l'Estadi Lawson Tama, que té una capacitat de 20.000 persones, encara que originalment només tenia una tribuna per a 10.000 persones. Aquest estadi és un dels més reconeguts d'Oceania, i fou la seu de la Copa de les Nacions de la OFC 2012, també és on juga la selecció de futbol del país, els seus partits de local.
La majoria dels equips de la S League, la primera divisió de les Illes Salomó, són locals de la ciutat, com el Koloale FC, el Kossa FC, el Marist FC, entre d'altres.
Altres esports com la Navegació esportiva és popular a la ciutat, amb clubs com el Point Cruz Yacht Club, altres esports també populars en la ciudad, com el bàsquet, el boxa, el rugbi, el voleibol i el netball, practicats de forma amateur.

## Agermanament
Honiara està agermanada amb la següent ciutatː
- Luganville, Sanma, Vanuatu.